# No More Lonely Nights
No More Lonely Nights (englisch für „Nie mehr einsame Nächte“) ist ein Lied des britischen Musikers Paul McCartney, das 1984 als Single A-Seite und im selben Jahr auf dem Album Give My Regards to Broad Street veröffentlicht wurde. Komponiert wurde es von Paul McCartney eigens für den Film Give My Regards to Broad Street, zu dem er auch das Drehbuch schrieb.

## Hintergrund
In dem 2021er Buch The Lyrics: 1956 To The Present erinnerte sich McCartney an die Idee zum Lied: „Ich habe diesen Song speziell für einen Film geschrieben, den ich auch geschrieben habe: Give My Regards to Broad Street. Der Song lief besser als der Film. Ursprünglich war die Eröffnung des Films, dass ich um den Bahnhof Broad Street herumlief, während einige Soundeffekte darüber spielten. Aber ich wollte eine Filmmelodie machen, also habe ich diesen Song passend zur Musik geschrieben. Später habe ich es dann als Up-Tempo-Version neu arrangiert, so dass es am Ende eine Tanzversion gab. Es geht um den Herzschmerz, von seinem geliebten Menschen getrennt zu sein und, wenn man wieder zusammen ist, sich nicht mehr von ihm trennen zu wollen.“
Bei der Album-Version von No More Lonely Nights (Ballad) fängt das Lied mit einem Gewitter und einem Basslauf an, das bei der Singleversion entfernt wurde. No More Lonely Nights (Ballad) erreichte Platz 2 in Großbritannien und in den USA ebenfalls Platz 6 in den jeweiligen Charts. In Deutschland konnte sich die Single sich auf Platz 36 platzieren. Somit war es die 21. Top-Ten Single in den USA und ebenfalls der 21. in Großbritannien für Paul McCartney.
In dem 1984er Filmbuch Give My Regards To Broad Street erinnert sich McCartney über die Entstehung zu No More Lonely Nights (Playout Version): „Twentieth Century Fox bat um ein fröhliches Playout, wenn die Leute das Kino verlassen, also war ich froh, es in einer Up-Tempo-Version als Play-out neu zu arrangieren. Das ist eher eine Tanzversion.“
Neben der CD- und Vinyl-Album-Version sowie der Single-Version wurden noch fünf weitere Versionen von No More Lonely Nights (Playout Version) hergestellt: eine Extended Version mit einer Dauer von 8:11, ein 6:55 Special Dance Mix, ein separater 4:21-Remix, der als Dance Mix Edit bezeichnet wird. Der Mole Mix ist ein 8:43-Remix von Arthur Baker und ein Extended Edit, der ein 7:17-Promo-Remix von Warren Sanford ist, der an DJs versandt wurde.
Für das Lied No More Lonely Nights (Ballad) wurde ein Musikvideo in der Nähe vom St. Saviour Dock in London unter der Regie von Keith McMillan produziert, die Fertigstellung des Videos erfolgte am 24. September 1984. In dem Video wird im Wesentlichen nur Paul McCartney und Filmausschnitte aus dem Spielfilm Give My Regards to Broad Street gezeigt.
Für No More Lonely Nights (Playout Version) wurde ebenfalls ein Video, hier unter der Regie von David Hillier, produziert. Die Aufnahmen fanden im Hippodrome Club in London statt.

## Aufnahme

### No More Lonely Nights (Ballad)
Die Aufnahmesessions für No More Lonely Nights (Ballad) fanden wahrscheinlich Juni/Juli 1984 in den AIR Studios in London statt, wobei George Martin als Produzent fungierte. Geoff Emerick und Jon Jacobs waren die Toningenieure der Aufnahme. Wann die Abmischung erfolgte ist nicht dokumentiert.
Besetzung:
- Paul McCartney: Gesang, Klavier
- Linda McCartney: Hintergrundgesang
- Eric Stewart: Hintergrundgesang
- David Gilmour: E-Gitarre
- Anne Dudley: Synthesizer
- Herbie Flowers: Bassgitarre
- Stuart Elliot: Schlagzeug

David Gilmour, den McCartney seit der Frühphase von Pink Floyd kennt, sagte über die Aufnahme: „Ich fand es ziemlich erstaunlich, 'No More Lonely Nights' mit Paul McCartney zu machen. In einer dreistündigen Session mit einer Band lernten wir es und nahmen es auf, und Paul spielte Klavier und sang die Leadstimme live, und ich legte das Gitarrensolo hin, zack.“

### No More Lonely Nights (Playout Version)
Die Aufnahmesession für No More Lonely Nights (Ballad) fand wahrscheinlich im Juli 1984 in den AIR Studios in London statt, wobei George Martin als Produzent fungierte. Geoff Emerick und Jon Jacobs waren die Toningenieure der Aufnahme. Wann die Abmischung erfolgte ist nicht dokumentiert.
Besetzung:
- Paul McCartney: Gesang, Bassgitarre, E-Gitarre, Akustikgitarre, Keyboard, Schlagzeug
- Linda McCartney: Hintergrundgesang
- Eric Stewart: Hintergrundgesang
- John Barclay, Derek Watkins, Chris Pyne, Stan Sulzmann, Dan Willis: Blasinstrumente

## Coverversionen
Es gibt über 20 Coverversionen von No More Lonely Nights.

## Veröffentlichung
Erste Version:
Am 24. September 1984 (USA: 8. Oktober 1984) erschien die Single No More Lonely Nights (Ballad) / No More Lonely Nights (Playout Version). Die A-Seite wurde gekürzt. Die 12″-Maxisingle enthält folgende Lieder: No More Lonely Nights (Extended Version) / Silly Love Songs / No More Lonely Nights (Ballad). Die 12″-Maxisingle erschien in den USA und Großbritannien auch als Picture-Disc-Single.
Zweite Version:
Am 29. Oktober 1984 (USA: 2. Oktober 1984) erschien die Single No More Lonely Nights (Ballad) / No More Lonely Nights (Special Dance Version). Die 12″-Maxisingle enthält folgende Lieder: No More Lonely Nights (Special Dance Mix) / Silly Love Songs / No More Lonely Nights (Ballad). Die beiden Abmischungen von No More Lonely Nights erfolgten von Arthur Baker.
Promotionveröffentlichungen:
- In Großbritannien wurde eine einseitige 12″-Promotion-Maxisingle von No More Lonely Nights hergestellt, die von Arthur Baker abgemischt worden ist und nicht mit der Special Dance Version identisch ist. Die Abmischung wurde als Mole Mix[11] bezeichnet.
- Die Promotion-7″-Vinyl-Singles in den USA enthalten auf beiden Seiten jeweils die Stereo-Version der A-Seite.[12]
- Die Promotion-12″-Vinyl-Singles in den USA enthalten auf der A- und B-Seite: No More Lonely Nights (Ballad).[13]
- Eine weitere Promotion-12″-Vinyl-Single in den USA enthält auf der A-Seite: No More Lonely Nights (Special Dance Edit) und auf der B-Seite: No More Lonely Nights (Special Dance Mix).[14]
- Im Jahre 1984 wurde in den USA für Disc Jockeys auf dem Kompilationsalbum Hot Tracks, Series 3 eine weitere Version von No More Lonely Nights (Extended Edit by Warren Sanford) verteilt.[15]

Weitere Veröffentlichungen:
- Am 22. Oktober 1984 wurde das Album Give My Regards to Broad Street veröffentlicht, auf dem Album befindet sich No More Lonely Nights (Ballad) und No More Lonely Nights (Playout Version). Am 9. August 1993[16] wurde die CD in einer erneut remasterten Version mit zwei Bonusstücken veröffentlicht: No More Lonely Nights (Extended Version) und No More Lonely Nights (Special Dance Mix).
- No More Lonely Nights (Ballad) erschien am 2. November 1987 auf dem Kompilationsalbum All the Best!, am 7. Mai 2001 auf Wingspan: Hits and History und am 10. Juni 2016 auf Pure McCartney. No More Lonely Nights (Playout Version) wurde auf Wingspan: Hits and History veröffentlicht.
- Am 2. Dezember 2022 wurde die Singlebox The 7″ Singles Box veröffentlicht, die auch No More Lonely Nights (Ballad) und No More Lonely Nights (Playout Version) enthält.

## Auszeichnungen für Musikverkäufe
| Land/Region                  | Auszeichnungen für Musikverkäufe (Land/Region, Auszeichnung, Verkäufe) | Verkäufe |
| ---------------------------- | ---------------------------------------------------------------------- | -------- |
| Vereinigtes Königreich (BPI) | Silber                                                                 | 250.000  |
| Insgesamt                    | 1× Silber ·                                                            | 250.000  |